# Governo Regional de Aleqa Hammond
O Governo Regional de Aleqa Hammond (Regeringen Aleqa Hammond) foi um governo regional da Groenlândia, formado a partir do resultado das Eleições regionais de 2013. Integrava inicialmente o Avante (Siumut), o Partido do Povo Inuíte (Inuit Ataqatigiit) e o Partido da Comunidade (Atassut). Ainda em 2013, o Partido do Povo Inuíte abandonou a coligação, e em 2014 foi a vez do Partido da Comunidade (Atassut) também abandonar igualmente a coligação.
| Governo                           | Primeira-ministra | Partidos                                                                                   |
| --------------------------------- | ----------------- | ------------------------------------------------------------------------------------------ |
| Governo Regional de Aleqa Hammond | Aleqa Hammond     | Avante (Siumut) Partido do Povo Inuíte (Inuit Ataqatigiit) Partido da Comunidade (Atassut) |